# Kinzig-Schutter-Niederung
Kinzig-Schutter-Niederung este o arie protejată (sit de importanță comunitară — SCI, arie de protecție specială avifaunistică — SPA) din Germania întinsă pe o suprafață de 2.821,85 ha, integral pe uscat.

## Localizare
Centrul sitului Kinzig-Schutter-Niederung este situat la coordonatele 48°28′08″N 7°50′42″E / 48.4689°N 7.845°E.

## Înființare
Situl Kinzig-Schutter-Niederung a fost declarat arie de protecție specială avifaunistică în noiembrie 2007 pentru a proteja 19 specii de animale. Situl a fost protejat și ca sit de importanță comunitară în noiembrie 2007.

## Biodiversitate
Situată în ecoregiunea continentală, aria protejată nu include niciun habitat protejat.
La baza desemnării sitului se află mai multe specii protejate de  păsări (19): pescăruș albastru (Alcedo atthis), barză albă (Ciconia ciconia ciconia), erete de stuf (Circus aeruginosus), erete vânăt (Circus cyaneus), porumbel de scorbură (Columba oenas), prepeliță (Coturnix coturnix), cristeiul de câmp (Crex crex), ciocănitoarea de stejar (Dendrocopos medius), ciocănitoare neagră (Dryocopus martius), șoimul rândunelelor (Falco subbuteo), sfrâncioc roșiatic (Lanius collurio), sfrâncioc mare (Lanius excubitor excubitor), gaia neagră (Milvus migrans), gaia roșie (Milvus milvus), Numenius arquata arquata, viespar (Pernis apivorus), ciocănitoare verzuie (Picus canus), mărăcinar negru (Saxicola torquatus), nagâț (Vanellus vanellus)